# Старина (Великоустюгский район)
Старина — деревня в Великоустюгском районе Вологодской области.
Входит в состав Верхневарженского сельского поселения, с точки зрения административно-территориального деления — в Верхневарженский сельсовет.
Расстояние по автодороге до районного центра Великого Устюга — 65 км, до центра муниципального образования Мякинницыно — 6 км. Ближайшие населённые пункты — Соболево, Антушево, Минино.
По переписи 2002 года население — 2 человека.